# Buriasco
Buriasco es una localidad y comune italiana de la provincia de Turín, región de Piamonte, con 1.405 habitantes. Hermanada con la localidad y comuna de María Juana (Santa Fe - Argentina)

## Evolución demográfica
| Gráfica de evolución demográfica de Buriasco entre 1861 y 2001 |
|                                                                |
| Fuente ISTAT - elaboración gráfica de Wikipedia                |